# Joodse begraafplaats (Oisterwijk)
De Joodse begraafplaats van Oisterwijk is een Joodse begraafplaats aan de Hondsbergselaan in de Noord-Brabantse plaats Oisterwijk. De dodenakker bestaat sinds 1761. In 1985 is de begraafplaats opgenomen in het register van rijksmonumenten. Tussen 2012 en 2018 vond een grote restauratie plaats. Het beheer is sinds 2014 de verantwoordelijkheid van de 'Stichting Joods Begrafeniswezen Brabant'.

## Geschiedenis
Salomon Simon en David Hartig waren de eerste Joden die zich in Oisterwijk vestigen. Daarna kwamen er snel meer families. Deze Asjkenazische Joden kwamen vooral uit Duitsland, Bohemen en Moravië. De mannen waren vaak werkzaam als vleeshouwer, handelaar, marskramer of marktkoopman met Oisterwijk als uitvalsbasis. De geschiedenis van het Joodse begraven in Oisterwijk begint met het overlijden van een Joodse inwoner in 1748. Hij werd begraven op 'De Poelen'. In 1761 werd voor 10 gulden het ca.1600 m² grote perceel 'Achter de Boeijens' aangekocht voor vergroting van deze Joodse begraafplaats. De in 1757 aangestelde eerste opperrabbijn van Brabant, Jekoetiel Zuskind Rofe, had Oisterwijk als standplaats. Er groeide een omvangrijke Joodse gemeenschap die in 1764 bestond uit 24- en in 1809 uit 89 gezinnen.
In de 19e eeuw waren er op de begraafplaats herhaaldelijk vernielingen. In 1886 is daarom een muur opgetrokken met daarin een ijzeren poort. Om dat te bekostigen werd een bedrag van 2600 gulden ingezameld. De Oisterwijkse kantonrechter mr. Abraham De Balbian Verster, tevens ouderling van de Hervormde Kerk, was de Joodse gemeenschap behulpzaam bij het oprichten van een vereniging, het bouwen van de muur en het verkrijgen van gronden rond de begraafplaats.
In 1885 wordt de helft van de begraafplaats overgenomen door de toen opgerichte Vereniging Israëlitische begraafplaats Oisterwijk. Rond 1929 wordt de vereniging volledig eigenaar. Het aantal leden van de vereniging nam echter gestaag af omdat al voor 1940 de meeste Oisterwijkse Joden naar Tilburg verhuisden. Na de Holocaust tijdens de Tweede Wereldoorlog was er bijna niemand over. Begin 21e eeuw was er nog slechts 1 lid die tevens het enige bestuurslid was. In 2014 is de vereniging opgegaan in de Stichting Joods Begrafeniswezen Brabant.

## Restauratie
De ommuurde begraafplaats is ca 2500 m² groot en ligt in een bosperceel van ca 9000 m². Er zijn ruim 200 mensen begraven en er staan 164 grafstenen. Het metaheerhuis werd in 1915 vervangen door het huidige gebouwtje. Door vernielingen en achterstallig onderhoud waren de grafstenen in de tweede helft van de 20e eeuw ernstig beschadigd. In 1997 zijn de stenen voor zover mogelijk gerestaureerd.
De oprukkende natuur bedreigde de begraafplaats. Grote bomen drukten tegen de muur aan. Er groeiden bomen in de ezelsrug en stenen brokkelden af door vorstschade. Het dak van het metaheerhuisje lekte en was beschadigd door een omgevallen boom. De houten spanten waren verrot en de muren leden onder het voortdurende vocht, de voegen sprongen uit de muur. Er werd geen onderhoud gepleegd. De Vereniging Israëlitische begraafplaats was niet bij machte het tij te keren.
In 2012 werd de Stichting Behoud Joodse Begraafplaats opgericht. Doelstelling was het zodanig restaureren van de begraafplaats dat deze weer vijftig jaar vooruit kan. Tussen 2012 en 2018 zijn rondom bomen gekapt, ruim 200 m muur is gerestaureerd, het metaheerhuis is geheel hersteld, de begraafplaats is voorzien van een afrastering, de toegangsweg werd verhard en er is een toegangspoort gebouwd.
De begraafplaats is toegankelijk gemaakt voor bezoekers en iedere vrijdag van 1 mei tot 1 oktober de gehele dag geopend. De graven zijn geïnventariseerd en er zijn overzichten gemaakt en nabestaanden worden opgespoord. Steeds vaker bezoeken zij hun voorouders op de eeuwenoude rustplaats. Er worden rondleiding gegeven, scholen ontvangen en er worden open dagen georganiseerd. Er is een loot van de Anne Frankboom geplant en er is een berging naast de begraafplaats gebouwd voor onderhoud en opslag.